# Еленинская больница
Еленинская больница (1909—1917) — бесплатная больница «для бедных женщин христианского вероисповедания, страдающих злокачественными опухолями» в Лесном. Официально больница называлась «Еленинская бесплатная больница А. Г. и Е. И. Елисеевых для бедных женщин, страдающих злокачественными опухолями».

## История
Больница была основана на средства. Александра Григорьевича и Елены Ивановны Елисеевых. Авторами проекта зданий больницы были архитекторы А. К. Гаммерштедт, И. С. Китнер и Л. В. Шмеллинг. Строительство больницы и хозяйственных корпусов началось летом 1909 года и было окончено в октябре 1911 года.
Первоначально в больнице насчитывалось 25 штатных кроватей. В 1912 году был открыт третий этаж, и количество кроватей увеличилось до 60. В 1912 году при Еленинской больнице открыт амбулаторный прием больных со злокачественными новообразованиями. В это время главным врачом больницы был хирург, один из создателей внутривенной анестезии А. П. Еремич. При больнице была возведена (1911) церковь Св. Равноапостольных Константина и Елены (закрыта для ремонта 1 мая 1917 года и больше не открывалась).
До Октябрьской революции Еленинская больница состояла в ведении Императорского человеколюбивого общества. Главными попечителями больницы являлись её устроители — Александр Григорьевич Елисеев и его супруга Елена Ивановна Елисеева.
После революции Еленинская больница была преобразована в Санитарно-хирургическую клиническую больницу Петроградского губернского отдела здравоохранения.

## Современность
В настоящее время в здании больницы располагается филиал Научно-исследовательского института фтизиопульмонологии.
В 2017 году комплекс зданий Еленинской женской раковой больницы им. А. Г. и Е. И. Елисеевых включен в единый государственный реестр объектов культурного наследия (памятников истории и культуры) народов Российской Федерации в качестве объекта культурного наследия регионального значения.